# タンガ州
タンガ州（タンガしゅう、Mkoa wa Tanga）は、タンザニア東部の州である。タンガ州の中央をキリマンジャロ山から流れて来たパンガニ川が、インド洋へと注ぎ、河口附近にはパンガニの町がある。人口1,642,015人（2002年）、州都はペンバ島西の対岸に位置するタンガである。

## 隣接州
南部にプワニ州、モロゴロ州、西部にマニャラ州、北部にキリマンジャロ州とケニアのクワレ (カウンティ)と接している。東部にはインド洋を臨み、ペンバ海峡とザンジバル海峡を挟んで沖合いにザンジバル諸島が浮かぶ。ペンバ島にはペンバ北部州とペンバ南部州、ザンジバル島（ウングジャ島）にはザンジバル北部州、ザンジバル中部・南部州、ザンジバル都市部・西部州がある。

## 下位行政区画
- Handeni District
- Handeni Town Council
- Kilindi District
- Korogwe District
- Korogwe Urban District
- Lushoto District
- Muheza District
- Mkinga District
- Pangani District
- Tanga District
- Bumbuli District